# 劲直鹤虱
劲直鹤虱（学名：Lappula stricta）为紫草科鹤虱属的植物。分布在俄罗斯、帕米尔以及中国大陆的新疆、内蒙古等地，多生于畜圈周围、路旁或山坡草地，目前尚未由人工引种栽培。

## 异名
- Lappula stricta (Ledeb.) Gurke var. leiocarpa M. Pop.